# Prorodes
Prorodes és un gènere d'arnes de la família Crambidae descrit per Charles Swinhoe el 1894.

## Taxonomia
- Prorodes leucothyralis (Mabille, 1900)
- Prorodes mimica Swinhoe, 1894